# 佐々木聖夏
佐々木 聖夏（ささき せいな、1997年8月3日 - ）は、四国放送の女性気象予報士、報道記者。徳島県板野郡板野町出身。身長は165cm血液型はA型。

## 経歴
徳島県板野郡板野町生まれ。徳島県立城ノ内中学校卒業、徳島県立城ノ内高等学校卒業、埼玉大学経済学部経済学科卒業。
2020年4月1日、報道記者として四国放送に入社。
2021年3月29日、フォーカス徳島フィールドキャスターに抜擢される。
2023年10月16日、気象予報士を取得。

## 人物・エピソード
- 趣味は競馬観戦、高校野球観戦、音楽鑑賞[4]。
- 特技はトランペット、そろばん[1][5]。
- 免許・資格は気象予報士を持っている。
- 徳島県立城ノ内中学校在学時には「LEDアイデアコンテスト2011」小中学生部門【優秀賞】を受賞した[6]。
- 埼玉大学在学中の2018年には、「ミスサークルコンテスト2018」審査員特別賞を受賞した[7]。
- 埼玉大学在学中の2019年には、「ミス埼大コンテスト2019」ファイナリストに選ばれた[1]。
- また大学時代にはテレビ朝日アスクにも通っていた[8]。

## 現在の担当番組

### テレビ番組
- ゴジカル!（気象予報士、2024年4月1日 - ）
- フォーカス徳島（気象予報士、2024年4月1日 - ）

## 過去の担当番組

### テレビ番組
- フォーカス徳島（フィールドキャスター、2021年3月29日 - 2024年3月29日）

## 同期入社
- 豊成春子（アナウンス部）[2]
- 渡辺大世（大阪支社）[2]